# São João do Sabugi
São João do Sabugi é um município brasileiro do estado do Rio Grande do Norte. Localiza-se na região do Seridó, a uma distância de 297 quilômetros a sudoeste da capital do estado, Natal. Ocupa uma área de 277,011 km². A população do município foi estimada no ano de 2024 em 6 130 habitantes, pelo Instituto Brasileiro de Geografia e Estatística, sendo então o centésimo primeiro mais populoso do estado.

## História
O local onde hoje ocupa o município, já fora ocupado por índios Cariris, expulsos pelos portugueses após a Guerra dos Bárbaros. Seus primeiros colonizadores foram Francisco Barbosa, José Barbosa Diniz, Antônio Martins do Vale, alferes Pascoal Rodrigues do Vale e suas respectivas famílias, após concedidas sesmarias às margens do rio Sabugi, no ano de 1786.
O município se consolida a partir de 1832, quando foi construída a capela de São João Batista em terras doadas por Ana Joaquina, situadas na Fazenda São João. Em 1855, é construída sua primeira escola; até que em 1868, o povoado foi elevado à categoria de distrito, com o nome de São João do Príncipe. Em 1890, o nome fora alterado para São João do Sabugi, em referência ao rio. Quando em 1948, o Decreto-Lei n º 146, de 23 de dezembro, criou, como território desmembrado de Serra Negra do Norte, o município de São João do Sabugi, em sua configuração atual.

## Datas
1683- Guerra dos Bárbaros foram os conflitos, rebeliões e confrontos envolvendo os colonizadores portugueses e várias etnias indígenas tapuias que aconteceram nas capitanias do Nordeste do Brasil, a partir de 1683
1686- No ano de 1686 foram concedidas sesmarias medindo sete léguas de comprimento por sete de largura acima do rio Sabugi e estendendo-se por uma légua abaixo da serra do Sabugi.
1832- A povoação realmente teve início a partir da doação feita por dona Ana Joaquina de Souza, viúva de Francisco Correia de Souza, em 1832, de uma faixa de terra da sua Fazenda São João para a construção de uma capela em homenagem a São João Batista.
1868- Em 1868 o povoado foi elevado à categoria de distrito, com o nome inicial de São João do Príncipe.
1890- Em 7 de julho de 1890, o distrito passou a se chamar São João do Sabugi em referência ao rio Sabugi, em cuja margem o povoado nascera
1932- O povoado de São João do Sabugi assumiu a condição de sede do município de Serra Negra entre o período que vai de 27 de maio de 1932 a 13 de dezembro de 1935, elevado a vila.
1948- No dia 23 de dezembro de 1948, através da Lei nº 146, São João do Sabugi desmembrou-se de Serra Negra do Norte, tornando-se município do Rio Grande do Norte.

## Geografia

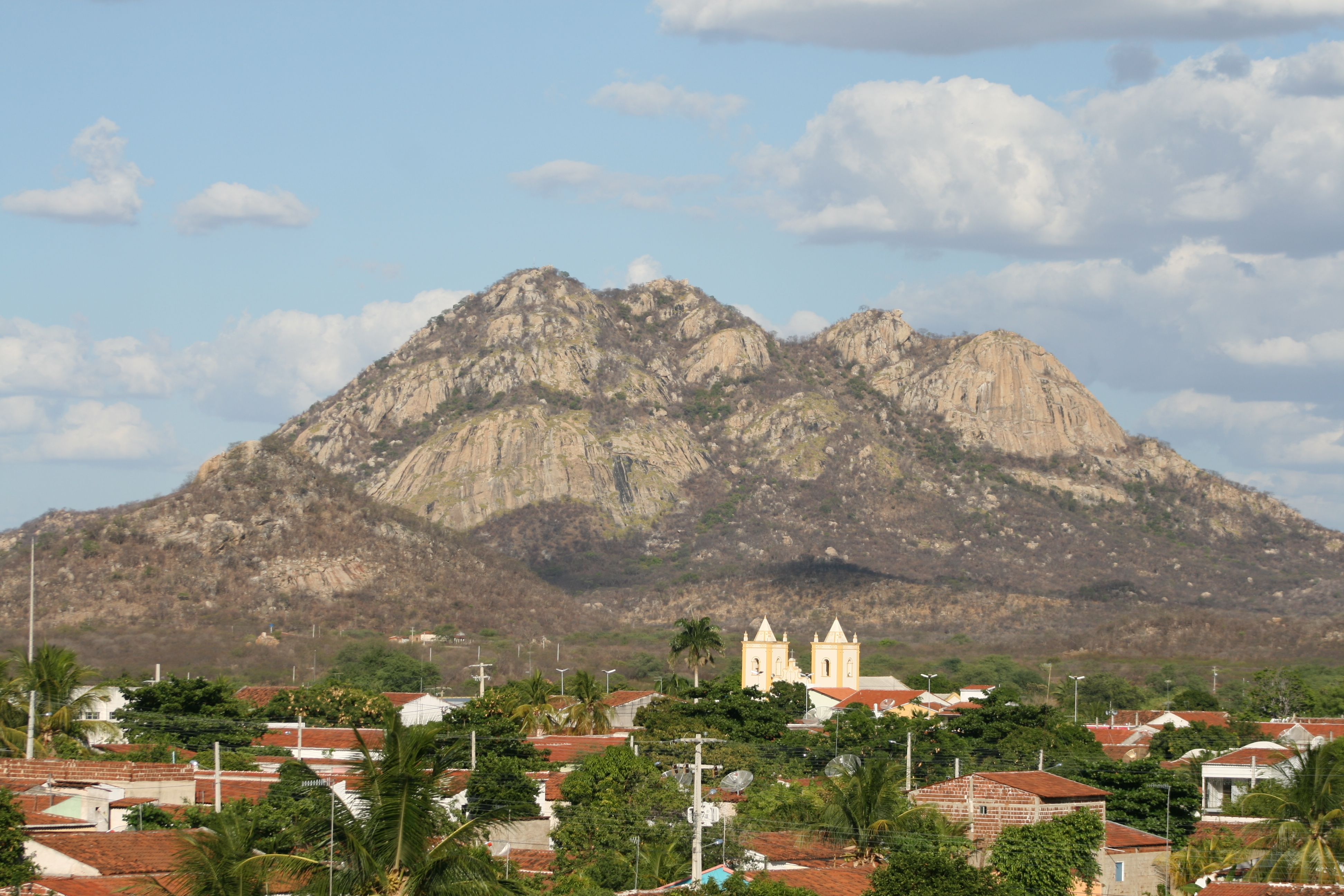
Serra do Mulungu, localizada em São João do Sabugi

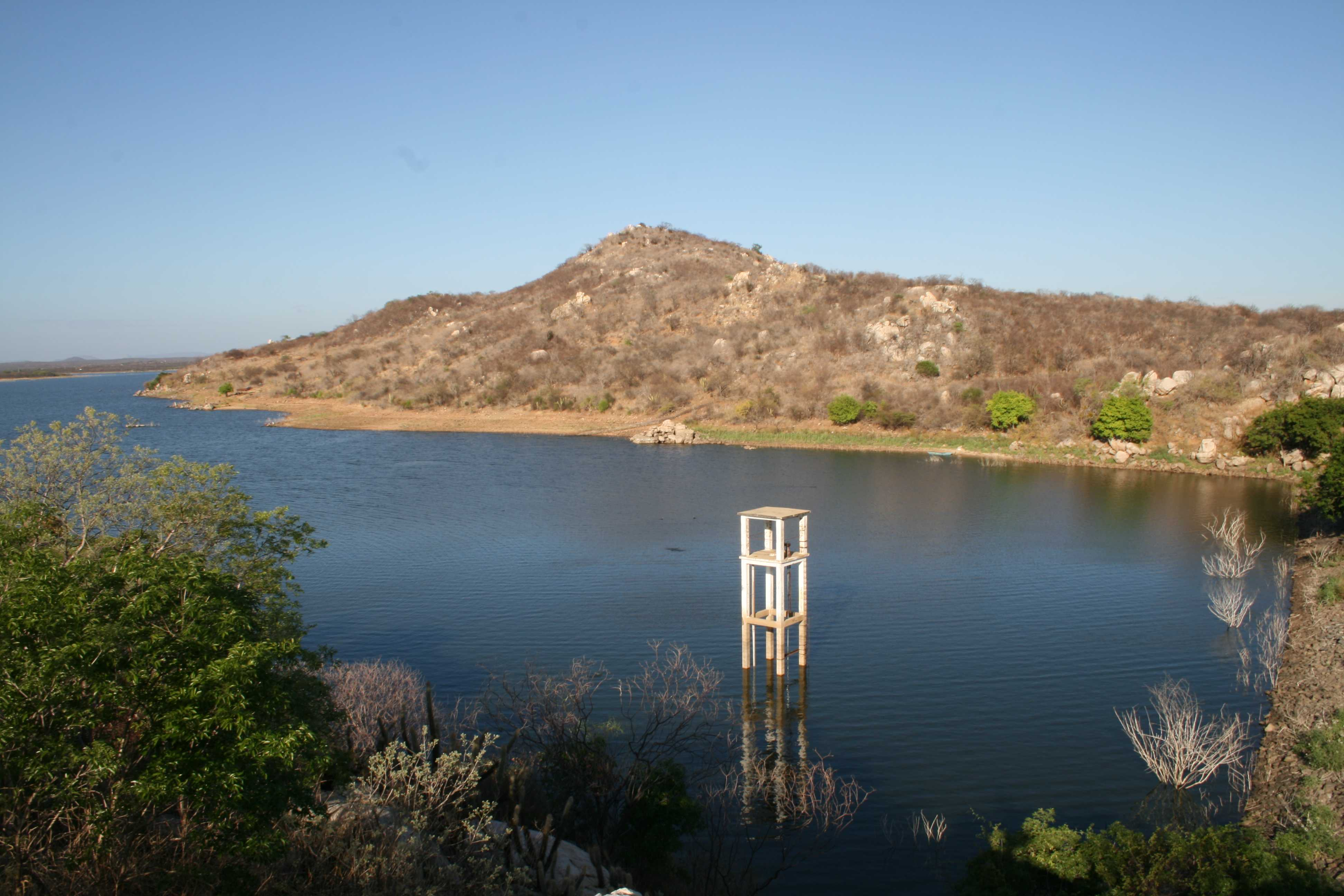
Vista do Açude Sabugi, do mirante onde o Presidente CASTELO BRANCO realizou a inauguração o Açude

O relevo sabugiense apresenta baixas altitudes, variando entre 200 a 400 metros de altitude, localizados na Depressão Sertaneja, como são conhecidos os terrenos baixos situados entre a Chapada do Apodi e as partes altas do Planalto da Borborema. Destaca-se a Serra do Mulungu, um inselberg localizado no pediplano sertanejo com vertentes parcialmente vegetadas.
O município de São João do Sabugi encontra-se totalmente inserido nos domínios da bacia hidrográfica do rio Piranhas-Açu, sendo banhado pela sub-bacia do Rio Sabugi. Os principais tributários são os riachos Salgado, Carnaubinha e do Cordeiro. Existe no município um açude de médio a grande porte, o açude Sabugi com capacidade para 65.334.000 de metros cúbicos d'água, alimentado pelo Rio Sabugi. O reservatório foi construído pelo DNOCS em 1965, sendo inaugurado pelo então presidente da República Humberto de Alencar Castelo Branco. Os cursos d’água do município são intermitentes e possuem grande quantidade de afluentes e subafluentes (dendrilico). O município de São João do Sabugi compõe o Domínio Hidrogeológico Fissural. O Domínio Fissural é formado por rochas do Complexo Caicó e do Complexo Serra dos Quintos.
Flora: caatinga hiperxerófila do Seridó, vegetação de caráter mais seco, com abundância de cactáceas e plantas de porte mais baixo e espalhadas. Entre outras espécies destacam-se a pereiro, umbuzeiro, pau-ferro, velame, jurema-preta, mofumbo, faveleira, marmeleiro, xique-xique e facheiro. São João do Sabugi está inserido em área susceptível à desertificação em categoria "Muito Grave", segundo o Plano Nacional de Combate a Desertificação.
Clima: semiárido, com estação chuvosa de verão e outono, o que ocorre entre fevereiro e maio. Desde julho de 2020, quando a EMPARN instalou uma estação meteorológica automática na cidade, as temperaturas variaram de 17,2 °C em 25 de julho de 2022 a 40,6 °C em 31 de outubro de 2023.
| Dados climatológicos para São João do Sabugi                                                    | Dados climatológicos para São João do Sabugi | Dados climatológicos para São João do Sabugi | Dados climatológicos para São João do Sabugi | Dados climatológicos para São João do Sabugi | Dados climatológicos para São João do Sabugi | Dados climatológicos para São João do Sabugi | Dados climatológicos para São João do Sabugi | Dados climatológicos para São João do Sabugi | Dados climatológicos para São João do Sabugi | Dados climatológicos para São João do Sabugi | Dados climatológicos para São João do Sabugi | Dados climatológicos para São João do Sabugi | Dados climatológicos para São João do Sabugi |
| Mês                                                                                             | Jan                                          | Fev                                          | Mar                                          | Abr                                          | Mai                                          | Jun                                          | Jul                                          | Ago                                          | Set                                          | Out                                          | Nov                                          | Dez                                          | Ano                                          |
| ----------------------------------------------------------------------------------------------- | -------------------------------------------- | -------------------------------------------- | -------------------------------------------- | -------------------------------------------- | -------------------------------------------- | -------------------------------------------- | -------------------------------------------- | -------------------------------------------- | -------------------------------------------- | -------------------------------------------- | -------------------------------------------- | -------------------------------------------- | -------------------------------------------- |
| Temperatura máxima recorde (°C)                                                                 | 39,6                                         | 39,6                                         | 38,7                                         | 36,2                                         | 36,5                                         | 36,3                                         | 38                                           | 38,3                                         | 39,8                                         | 40,6                                         | 40                                           | 39,7                                         | 40,6                                         |
| Temperatura mínima recorde (°C)                                                                 | 21,1                                         | 21,1                                         | 21,6                                         | 20,9                                         | 19,3                                         | 18,8                                         | 17,2                                         | 18,2                                         | 19,4                                         | 21,3                                         | 21,8                                         | 20,6                                         | 17,2                                         |
| Precipitação (mm)                                                                               | 79,5                                         | 124,5                                        | 210,1                                        | 174                                          | 76,5                                         | 30,6                                         | 14,4                                         | 3,9                                          | 1,5                                          | 4,7                                          | 4,8                                          | 27,8                                         | 752,3                                        |
| Fonte: EMPARN (médias de precipitação: 1962-2020; recordes de temperatura: 28/07/2020-presente) |                                              |                                              |                                              |                                              |                                              |                                              |                                              |                                              |                                              |                                              |                                              |                                              |                                              |

## Infraestrutura

### Educação
O município conta com 8 unidades escolares, com 1469 alunos matriculados, segundo o censo escolar 2010. O ensino médio é oferecido apenas pela Escola Estadual Senador José Bernardo, com um total de 290 alunos matriculados nessa modalidade de ensino. A cidade se destacou por possuir o melhor índice IDEB em 2010 dentre os municípios do Rio Grande do Norte no primeiro ciclo do Ensino Fundamental.

### Saúde
São João do Sabugi conta com 8 estabelecimentos de saúde, sua maioria realiza procedimentos da atenção básica e de baixa complexidade, em postos de saúde, unidades básicas e mista; casos que exigem procedimentos de maior complexidade são referenciados a municípios de maior porte. O município conta com a Maternidade Dr. José Medeiros Rocha (atualmente inoperante), que conta 18 leitos, em Clínica Geral, Obstetrícia e Pediatria.

### Economia: Do algodão a scheelita - o salto ecônomico da década de 1940
São João do Sabugi foi um dos municípios pioneiros na extração da scheelita no Brasil e, tão logo, chegou a produzir 300 mil kg desse mineral na década de 1940. O início, do que seria a mudança de cenário econômico no município, teve Mariêta Úrsula, como uma das responsáveis pela proeza de encontrar a primeira scheelita no Sítio Lagoa do Alto. João Ursulino de Maria (João Úrsula), proprietário do local, assim que compreendeu a possibilidade de existir scheelita em abundância em suas terras, recorreu a seu amigo e vizinho de propriedade, Dr. José de Medeiros Rocha. O entusiasmo foi tanto que os dois fundaram uma sociedade e deram entrada no requerimento de uma área encravada para pesquisa desse minério. O processo de extração do minério se expandiu cada vez mais e chegou a contar com a mão de obra de mais de 200 operários. Foi assim que a mineradora dinamizou o setor comercial de São João do Sabugi, de forma a resultar em uma virada econômica, que transformou, na época, a atividade de mineração na principal fonte de renda do município. Próximo onde era a jazida, foi construída uma vila operária, onde era uma espécie de alojamento para os trabalhadores, que vinham de diferentes estados e municípios. Havia também pequenos hotéis para as refeições, como o de dona Maria de André, além de um escritório para administração e o almoxarifado. A preservação do local de trabalho era uma das exigências, assim, buscava-se mantêlo sempre limpo e em ordem, tal determinação tinha a finalidade de evitar que possíveis doenças se alastrasse e contaminasse os trabalhadores. Desse modo, sob pena de rescisão de contrato de trabalho, ficava proibido defecação e poluição no lugar. Pelos arredores da Mina Quixeré já era comum a grande circulação de pessoas. Além dos próprios operários, uma das testemunhas da dinâmica da mina foi Aderaldo Calixto de Assis, filho de João Ursulino de Maria, que ressalta a presença de estrangeiros no lugar, “Engenheiros da França e norte-americanos visitaram a mina, sendo que Oscar Piquet, avô de Nelson Piquet – famoso no automobilismo –, chegou a construir

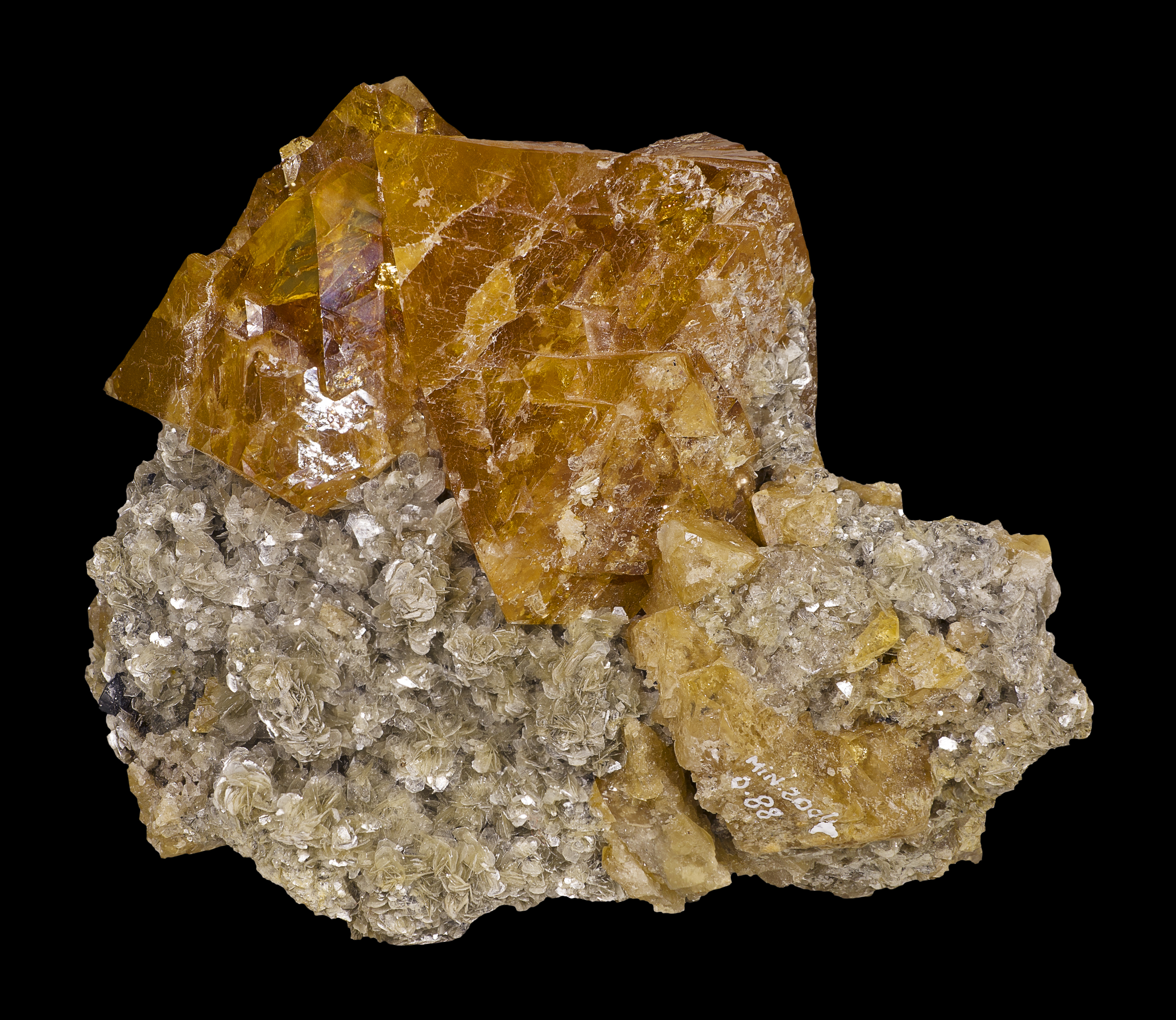
Scheelita

uma residência no sítio, chamada de bangalô”. Contudo, muitas dessas construções, como a de Oscar, hoje se encontram deterioradas pela ação do tempo. Havia a presença de uma escola e de um barracão com venda de alimentos e, ainda, era comum o acontecimento de festividades, como carnaval, casamentos e forrós. Logo, essas terras abrigam muitos vestígios e lembranças de uma época muito lembrada pelos sabugienses. A Capela de São Sebastião, bem como, os túneis, ruínas, materiais utilizados na atividade de mineração, passaram a ser atrativos para os visitantes, que têm a oportunidade de conhecer um pouco da história do município de São João do Sabugi.

## Cultura
Dentre as manifestações culturais religiosas, citam-se a Festa de São João Batista, padroeiro do município, que ocorre dos dias 15 a 24 de junho, e a Festa do Sagrado Coração de Jesus no mês de outubro. Ainda existem a Festa do Agricultor e o Encontro de Poetas, é realizada no mês de junho, e a Festa do Folclore, no mês de agosto.
As manifestações culturais musicais são das mais importantes, sendo referenciadas no brasão do município. Dentre elas destaca-se a Filarmônica Honório Maciel, fundada em 1926.
Quanto a pontos turísticos, o município apresenta a Capela de São Sebastião e o Cruzeiro da Nossa Senhora dos Impossíveis. Além de ser ponto de visitação as pinturas rupestres, localizadas nos sítios arqueológicos da Gruta do Letreiro, Pedra Lavrada, Vaca Brava, e no Sítio Cachos.